# Bergvik köpcenter
Bergvik köpcenter är ett köpcenter i Bergvik, Karlstads kommun. Bergvik köpcenter har 65 butiker.  
Den 22 oktober 2003 invigdes Bergvik Köpcenter, och bland annat Sveriges prins Carl Philip fanns på plats för att klippa invigningsband.

## Historia
Obs! och Maxis öppnades på Bergvik 1982 och hade då tillsammans 20 000 m² yta. På samma område fanns också Siba, Lindex och Magneten. Det har sedan byggts ut i etapper 1990, 1996, 1997 och 2001-2003. Tillkom gjorde bland annat Systembolaget och McDonald's. Det är nu fyra fastighetsägare som förvaltar köpcentret sedan april 2005 då Konsum Värmland sålde en av sina två fastigheter. 
Hösten 2007 öppnade Max varvid Systembolagets lokal krympte.
I oktober 2015 blev holländska fastighetsbolaget Eurocommercial helägare till köpcentrumdelen av Bergvik när Konsum Värmland sålde sin ägarandel. Priset enligt Fastighetsvärlden var 600 miljoner kronor. 
I november 2015 berättade Fastighetsvärlden att norska Olav Thon-gruppen planerade för att bygga 50.000 kvm volymhandelsyta i Månsgården, som är det område som finns mellan Bergviks köpcenter och Biltemaområdet.